# Cavallo di Ferro
Cavallo di Ferro è stata una casa editrice italiana.
Il progetto editoriale, diretto dalla scrittrice italiana Romana Petri e dall’editore portoghese Diogo Madre Deus, e nato sulla base dell’esperienza dell’omologa casa editrice di Lisbona, si è orientato fin dagli inizi principalmente sulla letteratura lusofona di autori quali Rachel de Quiroz, Lygia Fagundes Telles e João de Melo. Tra i titoli pubblicati di maggior successo figurano Equatore di Miguel Sousa Tavares, vincitore nel 2006 del Premio Grinzane Cavour per la Narrativa straniera, e Match nullo di Luca Canali, finalista al Premio Strega 2014.
Altri romanzi sono Delitto senza corpo di Ana Nobre de Gusmâo, L'ultimo molo di Helena Marques, Diario della guerra al maiale e Piano d'evasione di Adolfo Bioy Casares, L'istruzione degli amanti di Inês Pedrosa e Sergente Getúlio di João Ubaldo Ribeiro, tutti tradotti dalla stessa direttrice Petri dal 2006 al 2009.